# Marcin Czechowic
Marcin Czechowic (deutsch: Martin Czechowic; * um 1532 in Zbąszyń; † 1613 in Lublin) war ein führender Vertreter des polnischen Unitarismus.

## Leben und Werk
Czechowic wurde um 1532 im großpolnischen Zbąszyń (Bentschen) geboren. Als junger Mann studierte er in Posen und Leipzig, wurde zum katholischen Pfarrer ordiniert und wirkte anschließend als katholischer Pfarrer in Kórnik (Kurnik). Doch bereits früh kam er in Kontakt mit reformatorischen Ideen und übernahm zunächst lutherische und später calvinistische Positionen. Im Jahr 1555 wandte er sich für kurze Zeit den Böhmischen Brüdern zu, die damals auch in Polen Gemeinden bildeten. Später übersiedelte er ins litauische Wilna, wo er 1559 Lehrer der örtlichen reformierten Gemeinde wurde. Zur gleichen Zeit entwickelte sich innerhalb der reformierten Kirche Polens und Litauens ein Disput über die Trinität, der letztendlich zum Bruch und zur Entstehung der täuferisch-antitrinitarischen Kirche der Polnischen Brüder (Ecclesia reformata minor) führte. Als Johannes Calvin Giorgio Biandrata, einem der Vertreter der anti-trinitarischen Seite, Häresie vorwarf, wurde Czechowic vom litauischen Fürsten Mikołaj Radziwiłł Czarny gebeten, in Genf zwischen beiden zu vermitteln. Die Begegnung mit Calvin führte jedoch zu Czechowics Abkehr vom Calvinismus. Auf der Rückreise nach Litauen kam er in Mähren in Kontakt mit den kommunitär lebenden Hutterern und übernahm täuferische Positionen wie die Ablehnung der Kindertaufe und von Waffengewalt. 1564 trat er schließlich den Polnischen Brüdern bei.
Zwischen 1570 und 1598 wirkte er als Pfarrer der unitarischen Gemeinde in Lublin, wo er mit dem Theologen Jan Niemojewski zusammenarbeitete. Czechowic arbeitete daneben an einer polnischen Übersetzung des Neuen Testaments, die er 1577 in Krakau publizieren konnte. Anders als Budny, stützte sich Czechowic dabei allein auf griechische Texte. In dem in den Jahren 1572 bis 1575 schwelenden inner-unitarischen Konflikt über die Legitimität von Gewalt, die sich in Folge des Livornischen Krieges (1569–1572) innerhalb der Polnisch-Litauischen Brüder entwickelt hatte, vertrat Czechowic zusammen mit Petrus Gonesius und Gregor Pauli die radikal-pazifistische Seite, während Szymon Budny, Jacob Palaeologus und Marcin Krowicki eine eher staatsbejahende Stellung einnahmen.
Czechowics Theologie war geprägt von Erasmus von Rotterdam und von früh-christlichen Kirchenvätern wie Tertullian und Lactantius. Als Unitarier und Täufer vertrat er pazifistische Positionen und lehnte die Trinität und die Taufe von Kindern ab. Er wandte sich innerhalb des Unitarismus aber auch gegen die Nonadoranten, die jede Anbetung Jesu ablehnten. Er verknüpfte seine theologischen Ansichten auch mit gesellschaftspolitischen und forderte die Abschaffung der Leibeigenschaft.